# キャッシュ・フロー
キャッシュ・フロー（cash flow、現金流量）は現金に相当する資金の流れ・出入りである。

## 概要
個人の口座を考えたとき、給与の振り込みは「現金の流入」であり、クレジット残高の支払いは「現金の流出」である。日々の生活を回すために現金の出入りを把握することは重要である。企業でも同様に、顧客からの代金支払いは「現金の流入」であり、仕入先への小切手払いは「現金相当資金の流出」である。現金の支払いが滞ることは不渡りそのものであり、企業の生命に関わる重大事項である。この「現金に相当する資金（キャッシュ）の流れ・出入り（フロー）」がキャッシュフローである。言い換えれば現金収入から現金支出を差し引いた資金の流れがキャッシュ・フローである。
損益計算書と異なり、現金収支を原則として把握するため、将来的に入る予定の利益に関してはキャッシュ・フロー計算書には含まれない。
キャッシュ・フロー会計 (cash flow accounting) とは、企業の経営成績を現金・預金の増減をもとに明らかにするという会計手法のことである。欧米では古くからキャッシュ・フロー会計にもとづくキャッシュ・フロー計算書の作成が、企業に義務付けられている。
日本では、1999年度から上場企業は財務諸表の一つとしてキャッシュ・フロー計算書を作成することが、法律で義務付けられている。

## 現金及び現金同等物
現金及び現金同等物（英: cash and cash equivalents）は現金とほぼ等価に扱える資金である。
キャッシュフローの計算対象となる「資金」は現金及び現金同等物を指す。よって本稿ではキャッシュとも呼称する。
現金及び現金同等物は「現金」と「現金同等物」に分類され、具体例として次が挙げられる：
- 現金: 手許現金あるいは要求払預金
  - 当座預金[2]
  - 普通預金[2]
  - 通知預金[2]
- 現金同等物: 容易に換金可能であり、かつ、価値の変動について僅少なリスクしか負わない短期投資（3ヶ月以内）[3]
  - 定期預金[4]
  - 譲渡性預金（CD）[4]
  - コマーシャルペーパー（CP）[4]
  - 売戻し条件付現先[4]
  - 公社債投資信託[4]

## 種類

### 営業キャッシュ・フロー
日常的な、生産・営業活動によって稼得する現金と、それに要する現金コストの収支のことであるが、税の支払のように他のキャッシュフローに区分されないものも含まれる。
1万円現金で売り上げて給料で現金6千円を支払い預金に1百円の利子がついた場合、営業キャッシュ・フローは4千1百円の黒字。ただし、利息の受取額は投資キャッシュフローに含めて考えることもできる（借入金による利息の支払額が発生した場合は、財務キャッシュフローに含めることもできる）。東京証券取引所ジャスダック市場では、5期連続で営業キャッシュ・フローが赤字の上場企業は、上場廃止基準によって上場廃止となる。

### 投資キャッシュ・フロー
工場新設やビル建設・トラック購入などの設備投資・有価証券投資に要する現金支払いと資産売却による収入のこと。5千円で工場を建てたら、投資キャッシュ・フローは5千円の赤字。

### 財務キャッシュ・フロー
財務活動による現金の収支のこと。借金を1千円返し新たに2千円借り入れた場合、財務キャッシュ・フローは1千円の黒字。

### 合計
上記の3つのキャッシュ・フローを合算すると1百円の黒字となる。この収支は保有する現預金の増減に帰結する。

## 利益とキャッシュフローの関係
利益とキャッシュフローは一般に一致しない。まず、定義は次のように異なる。
- 利益: 一定期間に発生した収益から対応する費用を除したもの
- キャッシュフロー: 一定期間に発生したキャッシュ増からキャッシュ減を除したもの[6]

利益はin/outの因果関係に基づくが、CFはin/outの関係性を問わない。また利益計算では取引を金銭表示して収益・費用と認識するが、C/F計算では実際の金銭授受を認識する。

### 例

#### 先行投資
先行投資ではキャッシュアウトフローが初期に発生し、それ以降にキャッシュインフローが発生する。一方で費用は資産計上と減価償却により定額で発生し続けるため、利益は長期にわたり一定になる。設備投資は先行投資であるためその比率が大きいインフラ系（例: 鉄道、発電）でしばしば見られる。
例えば太陽光発電ビジネスを考える。まず耐用年数10年の太陽光パネルを購入し、10年間にわたって発電・売電をおこなう。具体的には初年度に {\displaystyle 100} 万円でパネルを現金購入し、通年運用して年間 {\displaystyle R} 万円を10年間電気会社から受け取る。
利益計算では、購入したパネルを固定資産とみなしこれが10年にわたって収益源となるとして減価償却し費用計上する。すなわち年間 {\displaystyle 10} 万円の費用を計上する。ゆえに初年度から第10年度まで、各期の利益は {\displaystyle R-10} 万円となる。CF計算では初年度のパネル購入で現金 {\displaystyle 100} 万円が流出し、売電により毎年現金 {\displaystyle R} 万円が流入する。よって初年度のCFは {\displaystyle R-100} 万円、以降の期は {\displaystyle R} 万円となる。
このように利益とCFは必ずしも一致しない。この例では先行投資（パネル現金購入）をおこなっており、利益計算上はこれが分割費用計上され、CF計算上はこれが一括アウトフロー計上されることで違いを生んでいる。
利益だけに着目した場合、{\displaystyle R>10} でさえあれば毎年黒字であるから問題無しと判断される。しかし実際には初年度に多額の現金を支払っているため、手元資金がショートし黒字倒産するリスクがある。逆にCFだけに着目した場合、{\displaystyle R} がいくつであろうと第2年度以降はキャッシュがプラスであり収益が上がっているので問題無しと判断される。しかし実際には初年度に多額の現金を支出しているため、例えば {\displaystyle R=9(<10)} でだと10年で {\displaystyle 90} 万円しか回収できず最終赤字になってしまう。ゆえに取引全体を理解するには、収益性を利益から読み取り、現金の回り具合をCFから読み取り、それらを一体で理解する必要がある。

#### 売上増
売上が急成長する企業では利益が出ているのに運転資金が急激に不足する場合がある。すなわち利益とキャッシュフローの乖離が起きる。これは正のキャッシュ・コンバージョン・サイクルと売上高上昇による運転資金増が組み合わさったキャッシュアウトフローによる。
例えば通販ビジネスを考える。月初に卸売から商材を翌日払いで仕入れて即日販売、翌月初に顧客から代金が振り込まれる。前期末月に売上原価 {\displaystyle 100} 万円/月・粗利 {\displaystyle 1} %だったこの企業は急成長しており、月次で売上原価 {\displaystyle +10} 万円（粗利率維持）となっている。
収益は販売日に計上されるため、年間利益は {\displaystyle (110+120+...+220)*0.01=+19.8} 万円の黒字である。CFは先月の売上振込(+)と当月の仕入支払(-)からなるため、年間CFは {\displaystyle (100+...+210)*1.01-(110+...+220)=-101.4} 万円のアウトフローになる。すなわち黒字だがキャッシュが流入している。
このように利益とCFは必ずしも一致しない。この例では正のCCCと売上高上昇により追加運転資金が発生しこれが黒字利益によるキャッシュインフローを上回ったことが違いを生んでいる。解説のために売上一定の場合を考える。各月において先月の売上 {\displaystyle 101} 万円が入金され今月の仕入 {\displaystyle 100} 万円が出金される、つまり原価相当の運転資金 {\displaystyle 100} 万円が全額回転し利益分 {\displaystyle +1} 万円の月次キャッシュインフローが生まれる。ゆえに年間CFもインフローになる。ここで毎月売上を伸ばす場合の期首月を考える。CCCが正のため原価 {\displaystyle +10} 万円相当の運転資金を積み増す必要があるが利益由来のインフローが {\displaystyle +1} 万円しかないため、（黒字だが）差し引きで {\displaystyle 9} 万円のキャッシュが流出する。このように毎月売上原価が伸び続けることで年間CFがマイナスになる。このことは年間粗利 {\displaystyle (100+...+210)*0.01=+18.6} から年間運転資金増 {\displaystyle 220-100=120} を引いた値が年間CFと一致する（{\displaystyle +18.6-120==-101.4}）ことで確かめられる。
このようにCCCプラスで急成長するビジネスは黒字であっても売上増に比例した追加運転資金（キャッシュアウトフローの補填）を確保する必要がある。利益のみに着目した場合、口座残高がアウトフロー高を下回り、卸売への支払いが滞って黒字倒産になるリスクがある。同時にキャッシュアウトフローは利益赤字を意味しない。この例では運転資金増を黒字キャッシュで穴埋めしており、あくまでその差引不足分でアウトフローとなっている。もしCFのみに着目した場合、実際には黒字でもキャッシュアウトを恐れて売上拡大の機会を逃すか（利益率=成長率が上限になる）、赤字か黒字かわからないままキャッシュを流出させ続けることになる。ゆえに取引全体を理解するには、収益性を利益から読み取り、現金の回り具合をCFから読み取り、それらを一体で理解する必要がある。